# Les Starlettes
Pour plus de détails, voir Fiche technique et Distribution.
Les Starlettes (titre original : Le ambiziose) est une comédie italienne réalisée par Antonio Amendola, sortie en 1961.

## Synopsis
Le concours « Beauté de l'année » réunit trente jolies filles dans une station balnéaire. Pendant les préparatifs du concours, chacune des « ambitieuses » tente de gagner les faveurs des membres du jury, et tous les moyens sont bons : recommandations, menaces, promesses malicieuses, flatteries persuasives, création artificielle de clameurs et de malentendus de toutes sortes. Seule Marina, arrivée au dernier moment pour remplacer une autre fille, est animée par la simple ambition d'obtenir la machine à coudre promise par les organisateurs à toutes les participantes, quel que soit le classement final.
La modestie de Marina éveille l'attention de Federici, un jeune journaliste désabusé, et bientôt son intérêt, non seulement professionnel, pour la belle, qu'il tente également d'aider en recourant à une série de chantages bon enfant. Finalement, face à l'irréductible désaccord entre les membres du jury, déterminés à promouvoir leurs protégés respectifs, la seule solution pour éviter le scandale est de proclamer vainqueur la moins recommandée des candidates. Mais finalement, on découvrira qu'elle aussi a été recommandée par un homme politique important. Marina, quant à elle, bien qu'elle n'ait pas pu arriver première, trouvera l'amour de sa vie en Federici.

## Fiche technique
- Titre français : Les Starlettes ou Les Ambitieuses[1]
- Titre original : Le ambiziose[2],[3] (litt. « Les Ambitieuses »)
- Réalisation : Antonio Amendola
- Scénario : Antonio Amendola, Aldo Barni, Guido Leoni, Nicola Manzari, Carlo Veo
- Photographie : Giuseppe Aquari (it)
- Montage : Mario Serandrei, Gabriele Varriale
- Musique : Piero Umiliani
- Décors : Giuseppe Ranieri
- Maquillage : Franco Titi
- Production : Giorgio Moser
- Sociétés de production : Produttori Associati Internazionali
- Format : Noir et blanc - son mono - 35 mm
- Pays de production :  Italie
- Langue de tournage : italien
- Genre : comédie
- Durée : 90 minutes
- Dates de sortie : 
  - Italie : 1er février 1961

## Distribution
- Marisa Merlini : Letizia Proietti
- Memmo Carotenuto : Maréchal
- Ave Ninchi : Ines
- Raffaele Pisu : Nando Moriconi
- Aroldo Tieri : Goffredo Innamorati
- Tino Scotti : Commendator Bartolazzi
- Dominique Boschero : Vanda
- Paola Falchi : Gina
- Arianne Ulmer : Bettina
- Gabriella Farinon (en) : Marina
- Mario Valdemarin (en) : Federici
- Tiberio Murgia : le brigadier Coccurullo
- Carlo Romano : président du jury
- Anna Ranalli : Rossana
- Raimondo Vianello : acteur
- Antonio Acqua (en) : maire
- Monica Berger :
- Clara Bindi : mère de Bettina
- Pina Gallini : tante du président
- Carlo Giuffré : Edoardo
- Mara Landi : la mère de Vanda
- Enrico Luzi (en) : membre de la commission
- Giuseppe Porelli : Comte Titta
- Franco Scandurra (en) : Comtes
- Linda Sini : peintre
- Vincenzo Talarico (en) : organisateur
- Marilù Tolo :
- Pietro Tordi :
- Marco Tulli : Ulderico, portier d'hôtel
- Lia Zoppelli :

## Censure
Lorsque Le ambiziose est sorti pour la première fois en Italie en 1961, la Commissione per la classificazione delle opere cinematografiche du ministère italien des Biens et Activités culturels l'a interdit aux moins de 16 ans. En outre, le comité a imposé la suppression des répliques et scènes suivantes : 1) Réplique de Flora : « Il était sophistiqué, s'il ne regardait pas d'abord un film pornographique... alors rien ! » ; 2) les scènes dans lesquelles l'artiste féminine dans son atelier flatte Mlle Calabria (« Quel beau bronzage tu as ; Le soleil a bien de la chance de pouvoir embrasser ta peau ! Quel corps tu as ! Ta peau est pure et lisse ») ainsi que la scène dans laquelle Mlle Calabria, effrayée par l'attention de l'artiste, quitte la pièce ; 3) toute mention du premier ministre Amintore Fanfani faite par les organisateurs du festival lors de la réunion finale sera supprimée. Le document officiel porte le numéro 33723 et a été signé le 3 janvier 1961 par le ministre Renzo Helfer.